# De Biezen
De Biezen une île dans l'eau néerlandaise du lac Wolderwijd.
L' île se situe dans la municipalité Zeewolde (province de Flevoland), près de la réserve naturelle de Harderwold. L'île est gérée par la Fondation Stichting Gastvrije meren.